# Xã Union, Quận Worth, Missouri
Xã Union (tiếng Anh: Union Township) là một xã thuộc quận Worth, tiểu bang Missouri, Hoa Kỳ. Năm 2010, dân số của xã này là 460 người.